# Espejo (náutica)

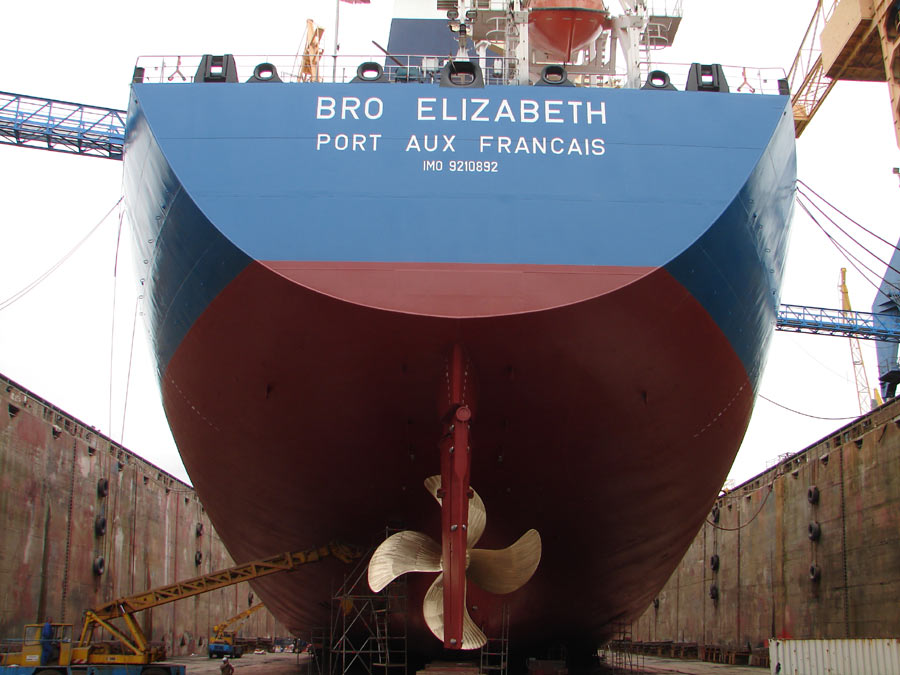
Vista del espejo de popa del Bro Elizabeth.

En náutica, el espejo (escudo, estampa) es un elemento estructural de una embarcación y se encuentra ubicado en la zona de popa. Se trata de una superficie plana en las popas cuadradas y curva en las redondas, formada por el forro exterior clavado sobre las partes rectilíneas de las piezas llamadas gambotas, que constituyen el armazón de esta parte del barco. Es, pues, la parte de la fachada de popa comprendida entre la bovedilla y el coronamiento. Es en general el extremo popel del cuarto de alojamiento de la máquina del timón.
El espejo de proa es la superficie formada por el forro clavado a la roda y espaldones.